# Mystic Pizza
Mystic Pizza este un film american din 1988 regizat de Donald Petrie (debut regizoral) și având în rolurile principale pe Annabeth Gish, Julia Roberts și Lili Taylor. alte roluri sunt interpretate de Vincent D'Onofrio, William R. Moses, Adam Storke și Conchata Ferrell. În filmul său de debut, Matt Damon are un mic rol, singura sa replică din film fiind "Mom, do you want my green stuff?" în timp ce mânca homari.
Titlul filmului a fost inspirat de la o pizzerie care a intrat în atenția scenaristei de la Hollywood, Amy Holden Jones. Restaurantul este, de asemenea, numit Mystic Pizza din Mystic, Connecticut și a fost popular în rândul localnicilor și turiștilor începând din anul 1973.

## Rezumat
Filmul este despre trecerea de la adolescență la maturitate a două surori și prietenei lor prin intermediul relațiilor de dragoste ale celor trei personaje principale: Kat Araujo (Annabeth Gish), Daisy Araujo (Julia Roberts) și Jojo Barbosa (Lili Taylor), care sunt chelnerițe la Mystic Pizza din Mystic, Connecticut. În film, Mystic este reprezentat ca un oraș de pescari, cu o populație portughezo-americană.
Filmul se referă și la etica muncii din Lumea veche. Kat și Daisy sunt surori și rivale: Kat studiază astronomia, lucrează la un planetariu local, precum și la restaurant, și a fost acceptată ca studentă la Universitatea Yale, cu o bursă parțială. Daisy vrea doar să-și găsească dragostea prin senzualitate în timp ce încearcă să plece din Mystic. Kat este fata favorită a mamei sale portugheze, în timp ce Daisy nu este: ea este promiscuă și nu are un scop orientat precum sora ei mai mică.
Există, de asemenea, o dinamică între angajatorul anglo-american al lui Kat și relația care a rezultat între ei. Diferențele de clasă socială și rădăcinile europene diferite sunt explorate în diverse scene ale filmului.

## Distribuție
- Annabeth Gish - Kat Araujo
- Julia Roberts - Daisy Araujo
- Lili Taylor - Jojo Barboza
- Vincent Phillip D'Onofrio - Bill
- William R. Moses - Tim Travers
- Adam Storke - Charles Gordon Windsor, Jr.
- Conchata Ferrell - Leona
- Joanna Merlin - doamna Araujo
- Porscha Radcliffe - Phoebe Travers
- Arthur Walsh - Manny
- John Fiore - Jake
- Gene Amoroso - domnul Barboza
- Sheila Ferrini - doamna Barboza
- Janet Zarish - Nicole Travers
- Louis Turenne - Hector Freshette
- Matt Damon - Steamer

## Răspuns critic
Filmul a fost lansat la 21 octombrie 1988, obținând recenzii foarte favorabile, cu un rating de 88% pe situl Rotten Tomatoes după lansarea casetei VHS. Filmul a primit "două degete în sus" de la popularii critici de film Siskel și Ebert, fiind lăudată în special interpretarea celor trei actrițe principale, inclusiv Gish, pe care Ebert a asemănat-o cu o "tânără Katharine Hepburn." El a notat că filmul "ar putea deveni cunoscut într-o zi pentru starurile de film pe care le prezintă înainte ca ele să devină staruri".

## Premii
- Premiul pentru cel mai bun film de debut și nominalizare la premiul pentru cea mai bună actriță (Julia Roberts), la Premiile Independent Spirit din 1989
- Nominalizări la premiile pentru cea mai bună tânără actriță pentru Annabeth Gish și Julia Roberts la Premiile Young Artist din 1989

## Home media
La 13 ianuarie 2009, Mystic Pizza și Say Anything... au fost lansate împreună pe un DVD.